# Tobias Barnerssoi
Tobias Barnerssoi (* 19. Juni 1969 in Eichstätt) ist ein deutscher Sportreporter und ehemaliger Skirennläufer.

## Biografie
Barnerssoi, der das Gymnasium  Hohenschwangau besuchte, war in den 1990er Jahren hinter Markus Wasmeier der beste deutsche Riesenslalomfahrer, ohne jedoch den ganz großen Durchbruch zu schaffen. So nahm er zwar an einigen Weltmeisterschaften und Olympischen Spielen teil, gewann jedoch keine Medaille. Er gehörte von 1988 bis 1999 der deutschen Ski-Nationalmannschaft an.
Bei der WM in Saalbach-Hinterglemm 1991 belegte er Platz zehn im Riesenslalom und bei den Olympischen Spielen in Lillehammer 1994 waren ein 15. Rang im Riesenslalom und Platz 14 in der Kombination seine besten Resultate. Auch an den Weltmeisterschaften 1993 in Morioka und 1996 in Sierra Nevada nahm er teil. Die höchste Weltranglistenposition erreichte der Eichstätter mit Platz 7 in der Saison 1994.
Zwischen 1991 und 1998 konnte Tobias Barnerssoi sechs Deutsche Meisterschaften gewinnen, vier im Riesenslalom (1991, 1993, 1994, 1995) und zwei im Super-G (1997, 1998). Zudem wurde er 1987 und 1997 im Riesenslalom und 1993 im Super-G Vizemeister. Im Weltcup 1992 belegte er einen vierten Platz. Seine einzigen beiden Podiumsplatzierungen im Weltcup gelangen ihm, jeweils im Riesenslalom, in der Saison 1993/94: im Dezember wurde er in Val d’Isere Zweiter hinter Christian Mayer, Anfang Januar in Kranjska Gora Dritter hinter Fredrik Nyberg und Matteo Belfrond.
Heute ist Diplom-Sportökonom Barnerssoi, der zwischen 1997 und 2004 Sportökonomie an der Universität Bayreuth studierte und seine Diplom-Arbeit am Lehrstuhl des Zivilrechtlers Peter W. Heermann schrieb, als freier Autor und Interviewer für das Bayerische Fernsehen tätig. Auch im Rahmen von ARD-Übertragungen kommt er zum Einsatz. Dort war er bis 2007 mit dem Langlaufsport beschäftigt. Heute kommentiert Barnerssoi hauptsächlich die alpinen Weltcups der Männer und berichtete bei den Olympischen Spielen 2010 von den Snowboard- und den Skicrosswettbewerben. Auch 2018 berichtete er wieder von den Olympischen Spielen aus Pyeongchang. Bei den Olympischen Spielen 2020 und 2024 kommentierte er 2021 und 2024 die Wettbewerbe im Sportklettern.